# Léogâne
Léogâne (creolă haitiană Leyogàn) este o comună din arondismentul Léogâne, departamentul Ouest, Haiti, cu o suprafață de 385,23 km2 și o populație de 181.709 locuitori (2009).